# Chumisa
Chumisa ist eine Ortschaft im Departamento La Paz im südamerikanischen Andenstaat Bolivien.

## Lage im Nahraum
Chumisa liegt in der Provinz Larecaja und ist zentraler Ort im Cantón Chumisa im Municipio Tacacoma. Die Ortschaft liegt auf einer Höhe von 3170 m zwischen zwei rechten Nebenflüssen des nach Norden fließenden Río de Tucurmani.

## Geographie
Chumisa liegt östlich des Altiplano in der bolivianischen Königskordillere (Cordillera Real), die wiederum Teil der Cordillera Central ist.
Die mittlere Jahrestemperatur der Region liegt bei 15,5 °C und der Jahresniederschlag beträgt knapp 700 mm, begünstigt durch das Aufsteigen warm-feuchter Luftmassen vom Tiefland her. Die Region weist ein ausgeprägtes Tageszeitenklima auf, die Monatsdurchschnittstemperaturen schwanken nur unwesentlich zwischen 13 °C im Juni/Juli und 17 °C im November/Dezember. Die Monatsniederschläge liegen zwischen unter 20 mm in den Monaten Juni bis August und mehr als 100 mm von Dezember bis Februar.

## Verkehr
Chumisa liegt in einer Entfernung von 186 Straßenkilometern nordwestlich von La Paz, der Hauptstadt des gleichnamigen Departamentos.
Von La Paz führt die asphaltierte Nationalstraße Ruta 2 in nordwestlicher Richtung 70 Kilometer bis Huarina, von dort zweigt in nördlicher Richtung die Ruta 16 ab, die nach 23 Kilometern Achacachi erreicht. Kurz hinter Achacachi zweigt nach Nordosten hin eine Landstraße ab, die über Warisata nach etwa 40 Kilometern die Stadt Sorata erreicht. Von dort führt die Straße weiter über Quiabaya und Tacacoma nach Mapiri in den Yungas am Ostrand der Gebirgskette der Cordillera Central.
In Tacacoma zweigt eine Landstraße nach Westen ab und führt von dem Höhenrücken, auf dem Tacacoma liegt, in Serpentinen hinab in das sechs Kilometer entfernte Chumisa.

## Bevölkerung
Die Einwohnerzahl des Ortes ist in dem Jahrzehnt zwischen den beiden letzten Volkszählungen um etwa ein Zehntel zurückgegangen:
| Jahr | Einwohner   | Quelle       |
| ---- | ----------- | ------------ |
| 1992 | keine Daten | Volkszählung |
| 2001 | 606         | Volkszählung |
| 2012 | 549         | Volkszählung |
| 2024 |             | Volkszählung |

Die Region weist einen hohen Anteil an Aymara-Bevölkerung auf, im Municipio Tacacoma sprechen 76,3 Prozent der Bevölkerung Aymara.